# 孙磊
孙磊（1971年—），山东济南人 ，画家，现代诗人。
孙磊1989年开始发表作品，1997年毕业于山东艺术学院美术系，现在山东艺术学院美术系任职。孙磊曾参与编辑《诗歌》《诗镜》等诗歌民刊，是中国美协山东分会会员。